# Twilight (single)
Twilight is een nummer van de Volendamse band BZN. De single werd in 1982 uitgebracht in Nederland en Duitsland. 
Twilight stond acht weken in de Nederlandse Top 40, waar het de vijfde plaats behaalde. Later had Nana Mouskouri een hit in Duitsland met dit BZN-nummer.